# NGC 5866
NGC 5866 (M102 ili Messier 102) je lećasta galaksija u zviježđu Zmaj. Otkrio ju je Pierre Méchain u ožujku 1781. godine. Méchain je prijavio svoje otkriće prijatelju i kolegi Charlesu Messieru bez provjere položaja. Kada je Messier kasnije određivao položaj galaktike napravio je grešku od 5° u rektascenziji. Zbog te greške pojavile su se sumnje da je M102 zapravo M101.

## Svojstva
NGC 5866 je relativno sjajna lećasta galaksija. Nalazi se na udaljenosti do 50 milijuna ly i ima promjer od 60.000 ly, 60% veličine Mliječne staze. Neobičnost kod NGC 5866 je disk prašine koje lećaste galaktike u pravilu nemaju. U većini slučajeva, prašina se kod takvih galaktika nalazi u malim količinama u blizini središta. Postoji mogućnost da je NGC 5866 spiralna galaktika koja je krivo klasificirana zbog njene orijentacije prema nama. Sličan disk prašine primjećen je kod lećaste galaksije M104.

### Grupa galaksija
NGC 5866 je najsjajnija galaktika u grupi NGC 5866, malenoj grupi galaktika koja još uključuje NGC 5879 i NGC 5907. Ova grupa je možda podgrupa velike izdužene grupe koja uključuje grupu M51 i grupu M101.

## NGC 5866 ili M102?
Prilikom određivanja položaja M102, Charles Messier napravio je pogrešku od oko 5° u rektascenziji. Zbog toga su se pojavile sumnje da je M102 zapravo M101. Dvije godine nakon izdavanja druge inačice kataloga čak je i Pierre Méchain počeo tvrditi da sumnja u svoje otkriće. Zbog toga se dugo vremena otkriće NGC 5866 pripisivalo Williamu Herschelu koji je galaksiju otkrio 1788. godine i dao joj kataloški broj H I.125. Naknadni pregled dokumenata i pisama iz tog razdoblja pokazali su da je Méchain ipak otkrio NGC 5866. Unatoč greški pri određivanju položaja opisi koje je dao Méchain za M101 i M102 previše se razlikuju da bi se mogli smatrati istim objektom. Tako je Méchain M101 opisao sljedećim riječima:
Maglica bez zvijezda, veoma tamna i poprlično velika, između 6' i 7' u promjeru, između desne ruke Volara i repa Velikog Medvjeda. Teško ju je prepoznati kada se osvijetle niti (nitnog križa)
Méchain je M102 opisao sljedećim riječima:
Maglica između (zvijezde) Omikrona Volara i Jote Zmaja: veoma je tamna, blizu zvijezde 6. magnitude.
Povijesni dokazi idu u prilog tome da je NGC 5866 zapravo M102, ali još uvijek se mogu naći podatci da je M102 zapravo nepostojeći objekt.

## Amaterska promatranja
U amaterskom teleskopu promjera 200 mm galaktika je vidljiva kao izduženi elipsasti oblačak svjetla.